# ريتشارد أير
ريتشارد أير (بالإنجليزية: Richard Eyre)‏ هو لاعب كرة قدم بريطاني، ولد في 15 سبتمبر 1976 في ستوكبورت في المملكة المتحدة. لعب مع بورت فايل وماكليسفيلد تاون ونادي هايد إف سي.

## وصلات خارجية
- ريتشارد أير على موقع قاعدة بيانات كرة القدم.إي يو (الإنجليزية)
- ريتشارد أير على موقع Soccerbase.com (لاعب) (الإنجليزية)